# Jan Kozel
Jan Kozel (* 15. června 1996 Praha) je český fotbalový trenér.
S trénováním začal již v době, kdy hrál fotbal v České republice a Velké Británii.
Kozel je absolventem Univerzity Karlovy na Fakultě Tělesné Výchovy a Sportu v Praze a Solent University v Southamptonu. Během své studijní a fotbalové cesty se setkal a měl možnost spolupracovat s řadou osobností, kteří ovlivnili jeho profesionální i lidský rozvoj.
Dokončil UEFA A licenci, druhou nejvyšší trenérskou fotbalovou kvalifikaci v Evropě, pod dohledem úspěšného anglického fotbalového manažera Sean O'Driscolla.

## Klubová kariéra
Jako hráč byl Kozel obráncem a vyzkoušel si fotbal v České republice a Velké Británii. Hrál za FK Dukla Praha a dále se přesunul do SK Aritma Praha. Během doby v tomto klubu dostal nabídky z profesionálních fotbalových klubů. Během letní sezóny 2017/2018 využil příležitosti strávit rok na University of Central Lancashire, kde spojil svoji fotbalovou kariéru se studiem. Trávil čas s týmem AFC Fylde, členem National League. Dále hrál za SK Viktorie Jirny hrající ČFL. Obdržel nabídku od Cardiff Metropolitan University, kde mohl kombinovat Welsh Premier League ve Walesu s jeho postgraduálním studiem. Bohužel mu byla v přípravném období diagnostikována mononukleoza, která jej přiměla opustit veškerou fyzickou aktivitu na několik měsíců. Nakonec obdržel nabídku ze Solent University.

### Trenérská kariéra
Kozel získal první trenérské zkušenosti v klubu SK Aritma Praha. Během této doby hrál zároveň za zmiňovaný klub jako hráč. Během studia na University of Central Lancashire působil v Preston North End FC, kde mohl poprvé zažít anglický fotbal jako trenér v akademii. Od roku 2019 trénoval v Portsmouth FC, kde pracoval v akademii, ale dále měl příležitost pomáhat u A týmu. Na podzim roku 2020 přijal nabídku z týmu FK Viktoria Žižkov, kde se stal hlavním trenérem rezervního týmu. Koncem sezóny přešel do klubu SK Benešov, kde se stal šéftrenérem dorostu a trénoval kategorii U19 ligového dorostu. V letech 2022-2024 působil v rodném klubu SK Rapid Psáry, kde se mimo trénování věnoval budování klubu, který v tu dobu zaznamenal řadu úspěchů. Začátkem sezóny přijal nabídku FK Motorlet Praha, kde se věnuje kategorii U19 ligového dorostu.

## Mimo hřiště
Momentálně se kromě činnosti v klubu věnuje několika projektům v oblasti pohybového rozvoje dětí. V pozici FAČR Grassroots Trenéra Mládeže je ve spolupráci s trenéry a učiteli na Berounském okrese. Také v projektu Trenéři ve škole, který má za cíl vrátit současným dětem pohyb "na ulici" v podobě pestré palety sportů v hodinách tělocviku ve školách a tím zlepšení jejich kompetencí pro související činnosti jako je pozornost, řešení situací, rozhodování, apod... Dále pak spolupracuje s kluby na koncepční a individuální bázi a současně s tím pokračuje ve vzdělávacích a osvětových seminářích pro trenéry, učitele a rodiče.